# 川上郡
- 令制国一覧 > 北海道 (令制) > 釧路国 > 川上郡
- 日本 > 北海道 > 釧路総合振興局 > 川上郡

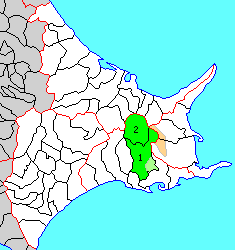
北海道川上郡の位置（1.標茶町 2.弟子屈町 薄緑：後に他郡から編入された区域 薄黄：後に他郡に編入した区域）

川上郡（かわかみぐん）は、北海道（釧路国）釧路総合振興局の郡。 
人口13,140人、面積1,873.7km²、人口密度7.01人/km²。（2025年6月30日、住民基本台帳人口）
以下の2町を含む。
- 標茶町（しべちゃちょう）
- 弟子屈町（てしかがちょう）

## 郡域
1879年（明治12年）に行政区画として発足した当時の郡域は、上記2町から標茶町の一部（チャンベツ地区）を除いた区域にあたる。

## 歴史

### 郡発足までの沿革
江戸時代の川上郡域は、松前藩によって開かれたクスリ場所に含まれた。
江戸時代以前から明治時代初頭の交通について、享和元年八王子千人同心によって川上郡虹別（現標茶町）から摩周湖の東を通り北見国斜里郡トンダベックシを結ぶ斜里山道が開削されている。
江戸時代後期、川上郡域は東蝦夷地に属していた。国防のため寛政11年川上郡域は天領とされた。文政4年には一旦松前藩領に復したものの、安政2年再び天領となり仙台藩が警固をおこなった。戊辰戦争（箱館戦争）終結直後の1869年、大宝律令の国郡里制を踏襲して川上郡が置かれた。
その他、川上郡では古くから摩周温泉が知られていたようである。

### 郡発足以降の沿革
- 明治2年

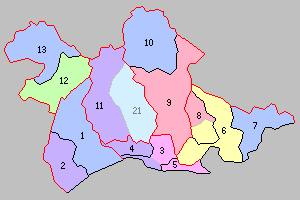
北海道一・二級町村制施行時の川上郡の町村（9.熊牛村 10.弟子屈村 赤：標茶町 青：区域が発足時と同じ町村）

  - 8月15日（1869年9月20日） - 北海道で国郡里制が施行され、釧路国および川上郡が設置される。開拓使が管轄。
  - 8月17日（1869年9月22日） - 佐賀藩の領地となる（北海道の分領支配）。
- 明治4年8月20日（1871年10月4日） - 廃藩置県により再び全域が開拓使の管轄となる。
- 明治5年
  - 4月9日（1872年5月15日） - 全国一律に戸長・副戸長を設置（大区小区制）。
  - 10月10日（1872年11月10日） - 4月に設置された区を大区と改称し、その下に旧来の町村をいくつかまとめて小区を設置（大区小区制）。
  - 同年、トウロ村、クマウシ村、テシカヾ村、クツシヤロ村、ニジベツ村が成立。
- 明治8年（1875年）- 各村名に漢字をあて塘路村、熊牛村、弟子屈村、屈斜路村、虹別村とする。
- 明治9年（1876年）9月 - 従来開拓使において随意定めた大小区画を廃し、新たに全道を30の大区に分ち、大区の下に166の小区を設けた。

- 第24大区
  - 4小区 ： 塘路村、熊牛村、弟子屈村、屈斜路村、虹別村

- 明治12年（1879年）7月23日 - 郡区町村編制法の北海道での施行により、行政区画としての川上郡が発足。
- 明治13年（1880年）7月 - 厚岸郡外六郡役所（厚岸釧路白糠阿寒足寄川上網尻郡役所）の管轄となる。
- 明治14年（1881年）7月8日 - 厚岸郡外五郡役所（厚岸釧路白糠阿寒足寄川上郡役所）の管轄となる。
- 明治15年（1882年）2月8日 - 廃使置県により根室県の管轄となる。
- 明治18年（1885年）5月 - 釧路郡外四郡役所（釧路白糠足寄阿寒川上郡役所）の管轄となる。
- 明治19年（1886年）
  - 1月26日 - 廃県置庁により北海道庁根室支庁の管轄となる。
  - 2月 - 根室支庁が廃止。
- 明治20年（1887年）6月 - 釧路郡外十一郡役所（釧路阿寒白糠足寄川上広尾当縁十勝中川河西河東上川郡役所）の管轄となる。
- 明治22年（1889年）1月 - 川上郡役所の管轄となる。
- 明治24年（1891年）3月 - 釧路郡外十二郡役所（釧路阿寒白糠足寄広尾当縁十勝中川河西河東上川厚岸川上郡役所）の管轄となる。
- 明治30年（1897年）
  - 7月 - 釧路郡外五郡役所（釧路阿寒白糠足寄川上厚岸郡）の管轄となる。
  - 11月5日 - 郡役所が廃止され、釧路支庁の管轄となる。
- 大正12年（1923年）4月1日 - 北海道二級町村制の施行により、以下の町村が発足。（2村）
  - 熊牛村（二級村） ← 熊牛村、塘路村、虹別村（現・標茶町）
  - 弟子屈村（二級村） ← 弟子屈村、屈斜路村（現・弟子屈町）
- 昭和4年（1929年）8月5日 - 熊牛村が改称して標茶村（二級村）となる。
- 昭和18年（1943年）
  - 4月1日 - 弟子屈村が北海道一級町村制を施行。
  - 6月1日 - 北海道一・二級町村制が廃止され、北海道で町村制を施行。二級町村は指定町村となる。
- 昭和21年（1946年）10月5日 - 指定町村を廃止。
- 昭和22年（1947年）5月3日 - 地方自治法の施行により北海道釧路国支庁の管轄となる。
- 昭和22年（1947年）7月1日 - 弟子屈村が町制施行して弟子屈町となる。（1町1村）
- 昭和25年（1950年）11月1日 - 標茶村が町制施行して標茶町となる。（2町）
- 昭和30年（1955年）4月1日 - 標茶町が厚岸郡太田村の一部（チャンベツ地区）を編入。
- 昭和32年（1957年）4月1日 - 釧路国支庁が釧路支庁に改称。
- 平成22年（2010年）4月1日 - 釧路支庁が廃止され、釧路総合振興局の管轄となる。